# Grosser Zapfenstreich

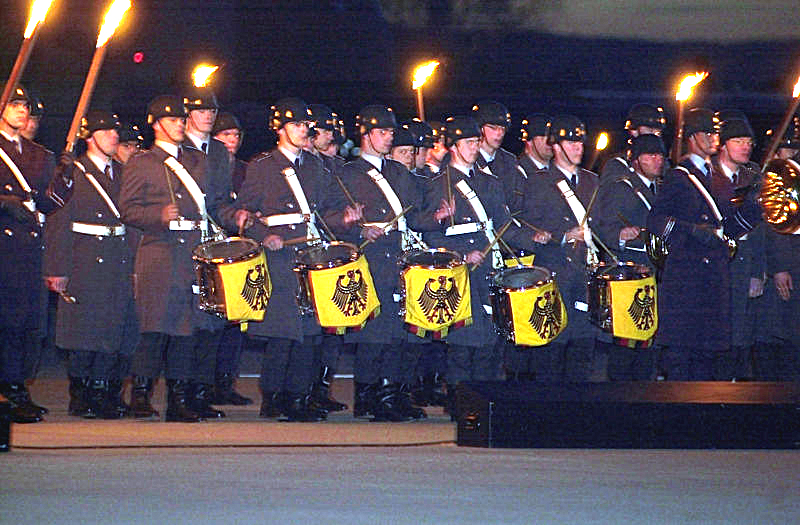
Grosser Zapfenstreich på Ramstein Air Base 2002

Grosser Zapfenstreich (svenska: stora taptot), är den viktigaste militära ceremonin i Tyskland. Ceremonin leds av Bundeswehrs Wachbataillon.

## Historia
När landsknektar på kvällen skulle återvända till lägren gick en officer runt med en trumslagare och slog på ölfatens kranar. Därefter fick ingen krögare servera drycker och soldaterna måste gå in i sina tält. Landsknektarna kallade denna musikaliska order "Zapfenstreich". Den som motsatte sig straffades hårt. Den sachsiska majoren Hans von Fleming beskrev år 1726 traditionen i sin bok "Der vollkommene teutsche Soldat" (Den fullkomliga tyska soldaten).